# Stare Górniki
Stare Górniki – część wsi Górniki w Polsce położona w województwie lubelskim, w powiecie biłgorajskim, w gminie Józefów. Do końca 2007 roku stanowiła osobną wieś.
W latach 1975–1998 miejscowość administracyjnie należała do województwa zamojskiego.
Dawniej Górniki były ośrodkiem przemysłowym Ordynacji Zamojskiej. Pod koniec XIX w. funkcjonowała tutaj olejarnia.
Stare Górniki leżą wśród lasów Puszczy Solskiej ok. 1,5 km na północ od dawnych Nowych Górnik. Ok. 2 km na północ przebiega droga wojewódzka nr 849 łącząca Zamość z Józefowem.